# Bell V-280 Valor
Bell V-280 Valor — конвертоплан третього покоління, розроблений компаніями Bell Helicopter та Lockheed Martin для Армії Сполучених Штатів за програмою «Вертикальний підйом майбутнього» (англ. Future Vertical Lift — FVL), номер 280 у назві позначає заплановану крейсерську швидкість у вузлах (американська система виміру швидкості повітряних суден), "Valor" - перекладається як "доблесть" (англ.). Повітряне судно офіційно представили у 2013 році на щорічному форумі-експозиції Асоціації Армійської Авіації Америки (англ. АААА) у Форті Ворф, Техас, із планом на перший політ у 2017 році.
Він має поліпшені тактико-технічні характеристики, живучість, дубльовану цифрову систему управління (англ. fly by wire), інтегрований броньований захист, тощо.
11 травня 2018 року літальний апарат здійснив перший випробувальний політ у «крейсерському» режимі (коли гвинти з горизонтальної площини повертаються у вертикальну і літальний апарат перетворюється на «літак»). Швидкість у повітрі сягнула 190 вузлів (~352 км/г). Надалі розробники планують довести швидкість польоту до 280 вузлів (~520 км/г).
| Проектні параметри:     | Од.:                                  |
| ----------------------- | ------------------------------------- |
| Крейсерська швидкість   | 520 км/год (280 вузлів)               |
| Макс. швидкість         | 560 км/год                            |
| Дальність               | 3900 км                               |
| Бойова дальність        | 930-1480 км                           |
| Максимальна злітна маса | 13608 кг (17236 кг за другими даними) |